# Maireana humillima
Maireana humillima là loài thực vật có hoa thuộc họ Dền. Loài này được (F. Muell.) Paul G. Wilson mô tả khoa học đầu tiên năm 1975.